# Google One
Google One — сховище даних, яке належить компанії Google Inc., і повинне прийти на зміну Google Drive.

## Впровадження
Сервіс був анонсований під час травневої конференції 2018 року Google I/O, бета-тестування якого тривало чотири місяці. Необхідність новації Google пояснює зростанням популярності високоякісного цифрового відео з роздільною здатністю 4K, дискова квота для зберігання котрого недостатня на старих тарифних планах.
Тарифний план нового сховища почав запроваджуватися для американських користувачів з 15 серпня 2018 року.

## Умови
Google One є платним сервісом.
Компанія анонсувала такі переваги підписки на новий продукт:
- Більше простору для зберігання файлів з Диску Google, Gmail і Google Фото;
- Технічна підтримка від експертів в чаті або телефоном;
- Додаткові переваги від Google;
- Можливість надання доступ до підписки Google One для 5 учасників сімейної групи[5].

Тарифи, запропоновані для американських користувачів:
| Простір | Ціна на місяць |
| ------- | -------------- |
| 100 Гб  | $1.99          |
| 200 Гб  | $2.99          |
| 2 Тб    | $9.99          |

Ціни на плани на понад 2 ТБ не зміняться. На Drive вони складали:
| Простір | Ціна на місяць |
| ------- | -------------- |
| 10 Тб   | $99.99         |
| 20 Тб   | $199.99        |
| 30 Тб   | $299.99        |

## Перехід з Drive
Передплатники Google Drive будуть переведені на Google One автоматично протягом декількох наступних місяців (починаючи з травня 2018). Усі наявні тарифні плани на 1 Тб на Диску буде оновлено до 2 Тб без додаткової плати.
Обсяг сховища встановлюється відповідно до вибраного тарифного плану Google One. При цьому, платна підписка на сховище Диску Google перестає діяти, тобто підписка Google One замінює поточний тарифний план Диску, а не доповнює його. Якщо користувач отримав додатковий простір у рамках рекламної акції, він залишиться.